# 帕皮尼亚努斯广场方尖碑
41°7′53.79″N 14°46′38.01″E / 41.1316083°N 14.7772250°E

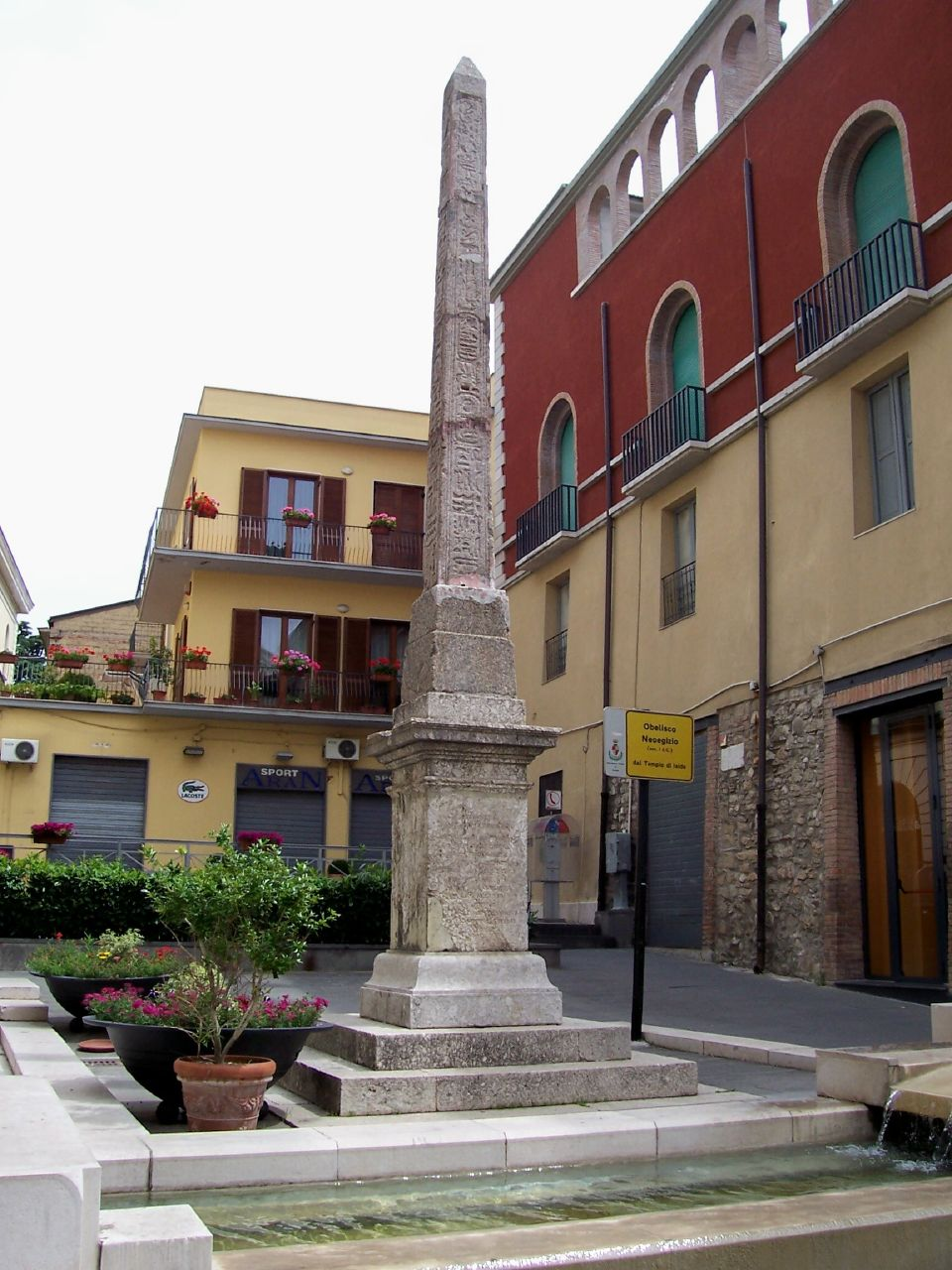
帕皮尼亚努斯广场方尖碑

帕皮尼亚努斯广场方尖碑（L'obelisco di Piazza Papiniano）是古埃及伊希斯神庙的遗物，红色花岗岩方尖碑，来自阿斯旺，约3米高，重2.5吨。1597年被安放在贝内文托的主教座堂广场，1872年移到现在的位置。